# Senecio doronicum
Il  senecione mezzano (nome scientifico  Senecio doronicum  (L.) L., 1759) è una specie di pianta angiosperma dicotiledone della famiglia delle Asteraceae (sottofamiglia Asteroideae).

## Etimologia
Il nome generico (Senecio) deriva dal latino senex che significa “vecchio uomo” e fa riferimento al ciuffo di peli bianchi (pappo) che sormonta gli acheni, che ricorda la chioma di un vecchio. L'epiteto specifico (doronicum) deriva dalla somiglianza di queste piante con alcune specie del genere Doronicum (vedi il paragrafo ”Specie simili”).
Il nome scientifico della specie è stato definito dal botanico Carl Linnaeus (1707-1778) nella pubblicazione " Systema Naturae ...Editio decima, reformata..." ( Syst. Nat., ed. 10. 2: 1215 ) del 1759.

## Descrizione

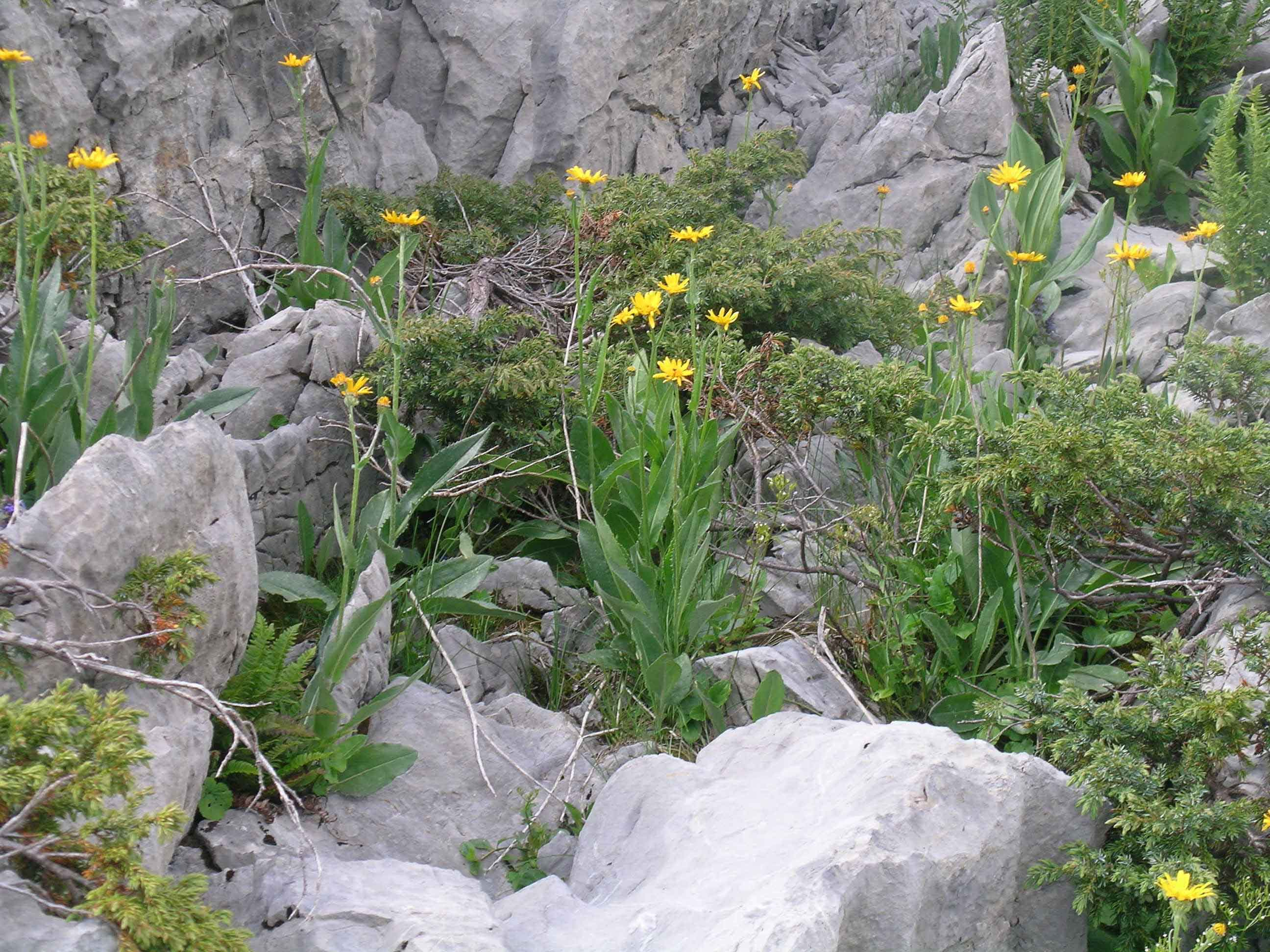
Il portamento e l'habitat

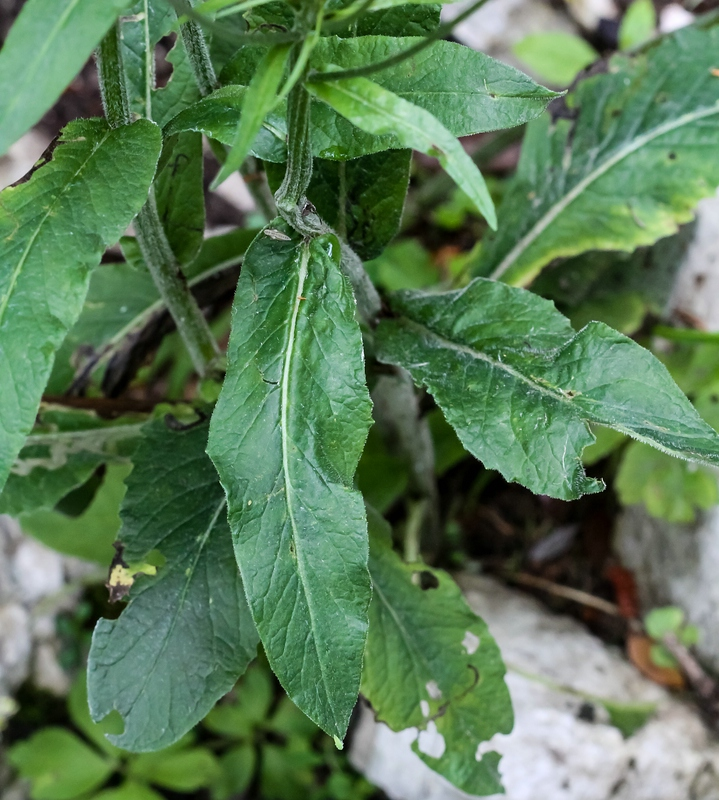
Le foglie

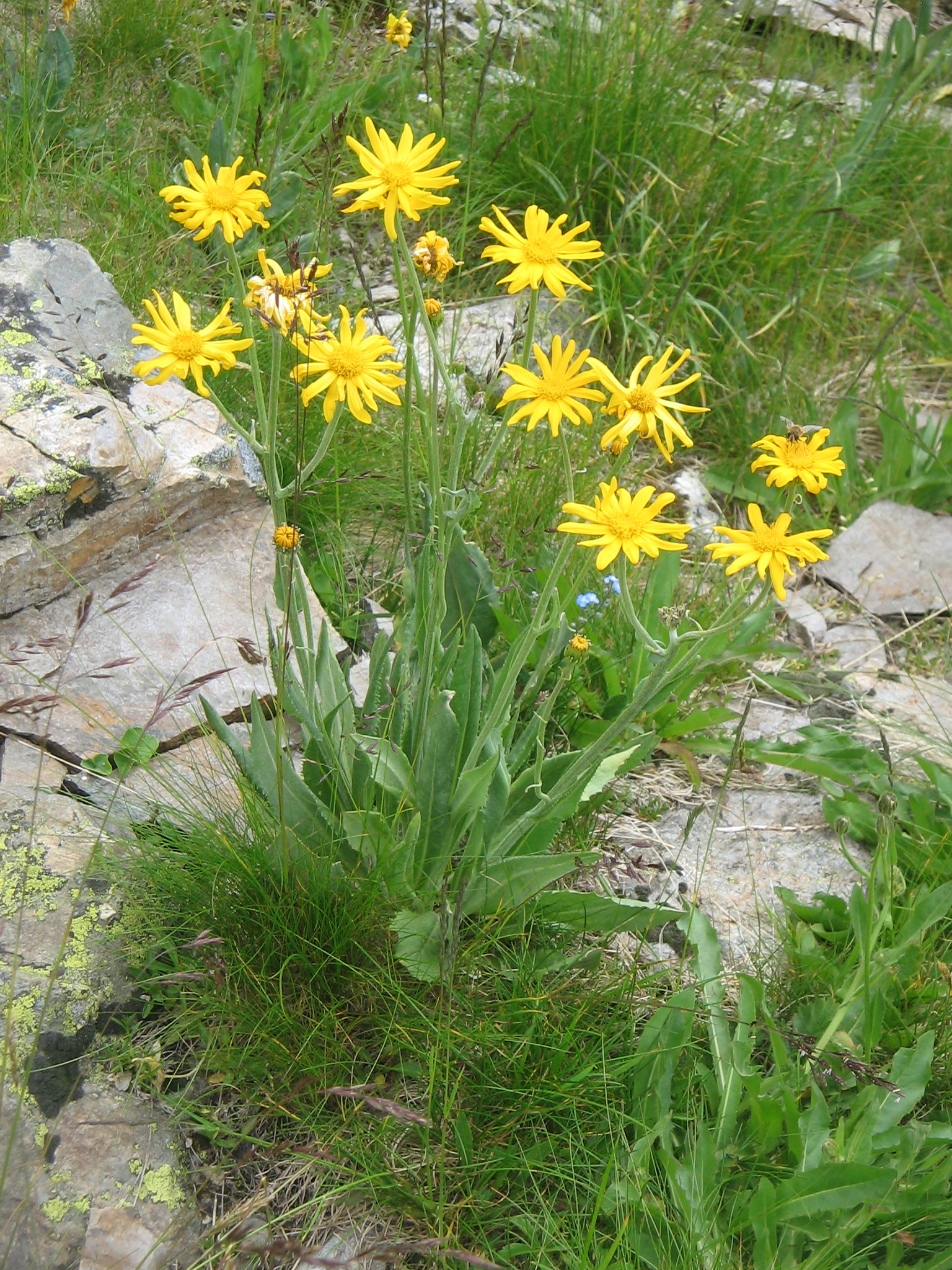
Infiorescenza

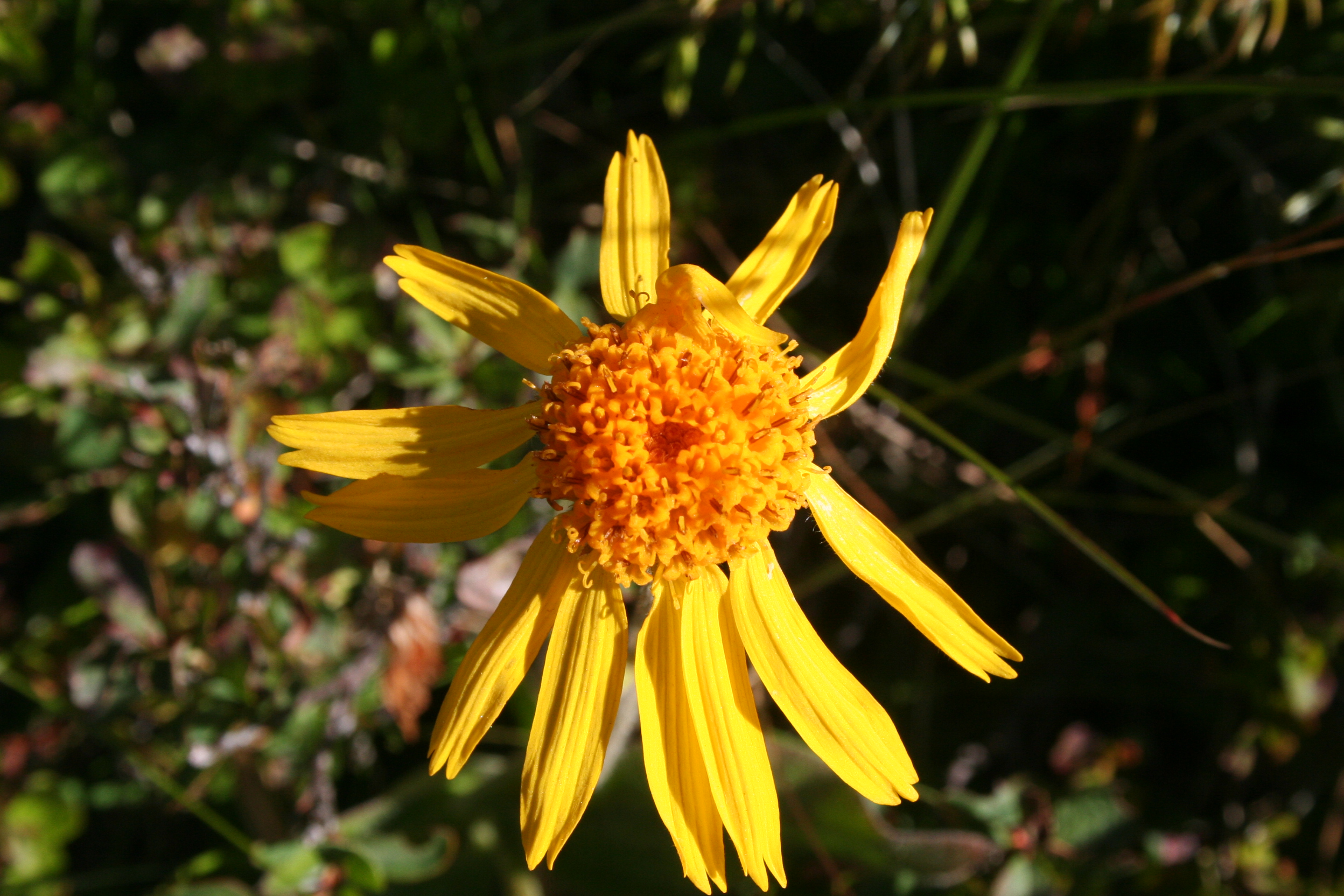
I fiori

Habitus. L'altezza di queste piante varia da 2 a 7 dm. La forma biologica è emicriptofita scaposa (H scap), ossia sono piante perenni, con gemme svernanti al livello del suolo e protette dalla lettiera o dalla neve, dotate di un asse fiorale eretto e spesso privo di foglie. La forma biologica può essere definita anche emicriptofita rosulata (H ros), ossia le foglie sono disposte a formare una rosetta basale. Tutta la pianta è glabra oppure fioccoso-lanuginosa oppure grigio-tomentosa per peli persistenti. Queste piante possiedono al loro interno delle sostanze chimiche quali i lattoni sesquiterpenici e gli alcaloidi pirrolizidinici.
Radici. Le radici sono fascicolate.
Fusto. 
- Parte ipogea: la parte sotterranea praticamente è assente.
- Parte epigea: la parte aerea del fusto è eretta e robusta, sparsamente lanosa. La ramosità è concentrata nella parte apicale.

Foglie. Le foglie di questa specie sono di due tipi: quelle radicali formanti una rosetta basale e quelle cauline (lungo il fusto). Entrambe hanno una consistenza coriacea (sono spesse e carnose), una lamina a forma lanceolata o ovata (da 3 a 5 volte più lunga che larga), bordi grossolanamente dentati (qualche individuo ha il bordo quasi intero) e sono colorate di verde. In particolare quelle basali sono più o meno picciolate e persistenti alla fioritura. La forma è quasi spatolata. Quelle caulinari sono disposte in modo alterno e ridotte (quasi lineari); sono inoltre progressivamente ristrette verso il picciolo. Dimensione delle foglie maggiori: larghezza 1,5 – 2,5 cm; lunghezza 5 – 12 cm. Lunghezza del picciolo: 4 – 12 cm.
Infiorescenza. L'infiorescenza è formata da pochi (2 – 5, raramente uno solo) capolini in formazione corimbosa. La struttura dei capolini è quella tipica delle Asteraceae: un peduncolo sorregge un involucro emisferico composto da brattee disposte su un unico rango e tutte uguali fra loro, che fanno da protezione al ricettacolo più o meno piano e nudo (senza pagliette) sul quale s'inseriscono i fiori periferici (ligulati) a 10 a 22 e i fiori tubulosi più numerosi. Le brattee dell'involucro sono macchiate di nero.  Alla base dell'involucro sono presenti alcune brattee esterne più brevi. Diametro dei capolini: 3 – 6 cm. Lunghezza delle squame: 12 – 15 mm. Diametro dell'involucro: 8 – 15 mm. Lunghezza delle squame: 8 – 9 mm.
Fiori.  I fiori sono tetra-ciclici (formati cioè da 4 verticilli: calice – corolla – androceo – gineceo) e pentameri (calice e corolla formati da 5 elementi). Sono inoltre ermafroditi, più precisamente i fiori del raggio (quelli ligulati e zigomorfi) sono femminili; mentre quelli del disco centrale (tubulosi e actinomorfi) sono bisessuali o a volte funzionalmente maschili.
- Formula fiorale:

*/x K {\displaystyle \infty }, [C (5), A (5)], G 2 (infero), achenio
- Calice: i sepali del calice sono ridotti ad una coroncina di squame.
- Corolla: la parte inferiore dei petali è saldata insieme e forma un tubo. In particolare quelli del disco centrale (tubulosi) hanno delle fauci dilatate a cinque lobi, mentre nei fiori periferici (ligulati) il tubo termina con un prolungamento nastriforme terminante più o meno con cinque dentelli. Il colore dei fiori va da giallo intenso a giallo-aranciato. Dimensione dei fiori ligulati: larghezza 3 mm; lunghezza 13 – 16 mm (massimo 22 mm).
- Androceo: gli stami sono 5 con dei filamenti liberi. La parte basale del collare dei filamenti può essere dilatata. Le antere invece sono saldate fra di loro e formano un manicotto che circonda lo stilo. Le antere normalmente sono senza coda ("ecaudate"). La struttura delle antere è di tipo tetrasporangiato, raramente sono bisporangiate. Il tessuto endoteciale è radiale o polarizzato. Il polline è tricolporato (tipo "helianthoid").[6]
- Gineceo: lo stilo è unico con uno stimma profondamente bifido. Le branche stilari sono sub-cilindriche, troncate e con un ciuffo di peli alla sommità.[12] Le ramificazione (dello stilo) consistono in linee stigmatiche marginali (i recettori del polline).[7] L'ovario è infero e uniloculare formato da due carpelli concrescenti e contenente un solo ovulo.
- Antesi: da (giugno) luglio a agosto.

Frutti. I frutti sono degli acheni con pappo. La forma degli acheni è più o meno affusolata. La superficie è percorsa da alcune coste longitudinali con ispessimenti marginali, e può essere glabra. Non sempre il carpoforo è distinguibile. Il pappo, persistente o caduco, è formato da numerose setole snelle e bianche (lisce o barbate); le setole possono inoltre essere connate alla base. Lunghezza degli acheni: 5 – 7 mm.

## Biologia
Impollinazione: l'impollinazione avviene tramite insetti (impollinazione entomogama tramite farfalle diurne e notturne).

Riproduzione: la fecondazione avviene fondamentalmente tramite l'impollinazione dei fiori (vedi sopra).

Dispersione: i semi (gli acheni) cadendo a terra sono successivamente dispersi soprattutto da insetti tipo formiche (disseminazione mirmecoria). In questo tipo di piante avviene anche un altro tipo di dispersione: zoocoria. Infatti gli uncini delle brattee dell'involucro (se presenti) si agganciano ai peli degli animali di passaggio disperdendo così anche su lunghe distanze i semi della pianta. Inoltre per merito del pappo il vento può trasportare i semi anche a distanza di alcuni chilometri (disseminazione anemocora).

## Distribuzione e habitat

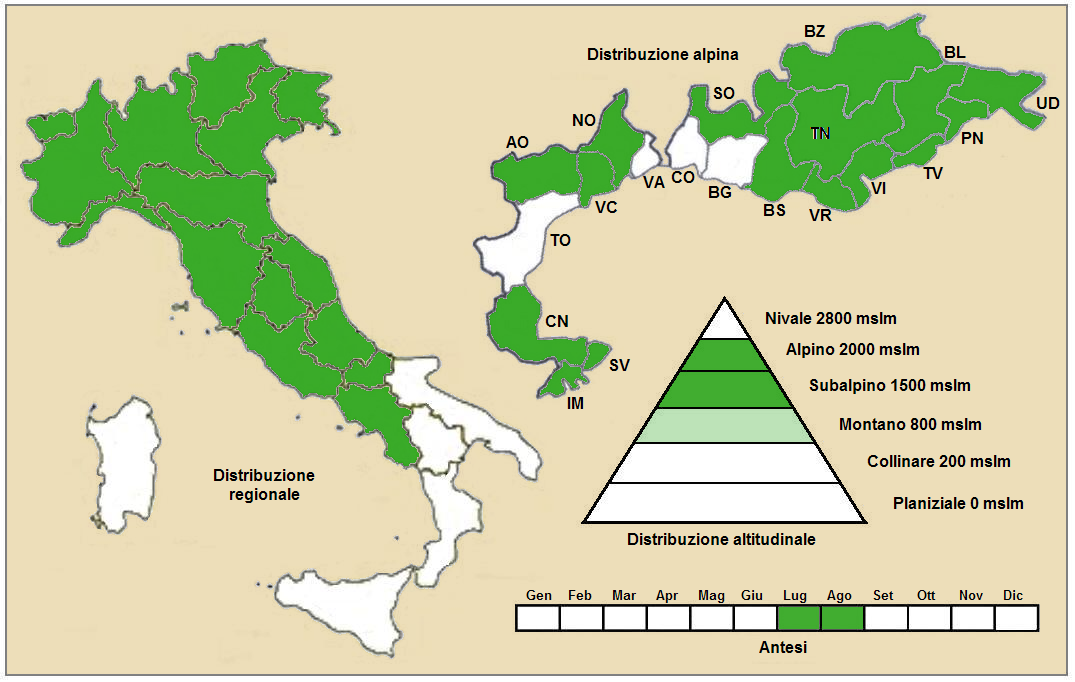
Distribuzione della sottospecie doronicum
(Distribuzione regionale – Distribuzione alpina)

Geoelemento: il tipo corologico (area di origine) è  Orofita Sud-Europeo.
Distribuzione: è una specie distribuita soprattutto nelle Alpi orientali e nell'Insubria (ma anche nell'Appennino centrale). Fuori dall'Italia (sempre nelle Alpi) si trova in Francia, Svizzera, Austria e Slovenia. Sui rilievi europei è presente nel Massiccio del Giura, Massiccio Centrale, Pirenei, Monti Balcani e Carpazi.
Habitat: l'habitat tipico per questa specie sono i pascoli alpini e i prati aridi. Il substrato preferito è calcareo (in parte anche calcareo/siliceo) con pH basico, bassi valori nutrizionali del terreno che deve essere umido.
Distribuzione altitudinale: sui rilievi alpini, in Italia, queste piante si possono trovare da 1.300 a 2.400 m s.l.m.; questa entità frequenta in parte il piano vegetazionale montano e completamente quello subalpino e quello alpino.

## Fitosociologia

### Areale alpino
Dal punto di vista fitosociologico alpino l'entità di questa voce appartiene alla seguente comunità vegetale:
Formazione: comunità delle praterie rase dei piani subalpino e alpino con dominanza di emicriptofite
Classe: Elyno-Seslerietea variae.

### Areale italiano
Per l'areale completo italiano Senecio doronicum appartiene alla seguente comunità vegetale:
Macrotipologia: vegetazione sopraforestale criofila e dei suoli crioturbati
Classe: Festuco-Seslerietea Barbéro-Bonin, 1969
Ordine: Seslerietalia caeruleae Br.-Bl. in Br.-Bl. & Jenny, 1926
Alleanza: Caricion ferrugineae G. Braun-Blanquet & J. Br.-Bl., 1931
Descrizione. L'alleanza Caricion ferrugineae è relativa alle praterie, molto dense e ricche floristicamente, più o meno mesofile degli ambienti montani. I suoli, profondi, freschi ed umidi, variano da debolmente basici a moderatamente acidi. Questa cenosi è localizzate sul Jura e sulle Alpi.
Specie presenti nell'associazione: Carex ferruginea, Carex sempervirens, Sesleria caerulea, Festuca melanopsis, Festuca norica, Anemone narcissiflora, Trifolium thalii, Alchemilla pallens, Anemone baldensis, Astragalus frigidus, Astrantia bavarica, Campanula thyrsoides, Crepis mollis, Crepis pontana, Erigeron atticus, Festuca pulchella, Lathyrus laevigatus, Luzula glabrata, Pedicularis foliosa, Phleum hirsutum, Plantago atrata, Senecio doronicum, Trifolium badium, Trifolium pratense e Trollius europaeus.

## Tassonomia
La famiglia di appartenenza di questa voce (Asteraceae o Compositae, nomen conservandum) probabilmente originaria del Sud America, è la più numerosa del mondo vegetale, comprende oltre 23.000 specie distribuite su 1.535 generi, oppure 22.750 specie e 1.530 generi secondo altre fonti (una delle checklist più aggiornata elenca fino a 1.679 generi). La famiglia attualmente (2021) è divisa in 16 sottofamiglie; la sottofamiglia Asteroideae è una di queste e rappresenta l'evoluzione più recente di tutta la famiglia.

### Filogenesi
Il genere di questa voce appartiene alla sottotribù Senecioninae della tribù Senecioneae (una delle 21 tribù della sottofamiglia Asteroideae). La struttura della sottotribù è molto complessa e articolata (è la più numerosa della tribù con oltre 1.200 specie distribuite su un centinaio di generi) e al suo interno sono raccolti molti sottogruppi caratteristici le cui analisi sono ancora da completare. Il genere di questa voce è il principale della sottotribù con quasi 1500 specie. Nell'ambito della filogenesi delle Senecioninae Senecio è polifiletico e molti sue specie sono attualmente "sparse" tra gli oltre 100 generi della sottotribù. Senecio s.str. è posizionato più o meno alla base della sottotribù  (è uno dei primi generi che si sono separati).
La specie di questa voce è a capo dell'"Aggregato di Senecio doronicum" comprendente le specie Senecio doronicum e Senecio provincialis. Questo gruppo è caratterizzato da piante perenni con fusti robusti ed eretti, da foglie con forme da ovali a lanceolate, da inflorescenze lasse con pochi capolini e acheni glabri lunghi 5 – 7 mm.
La specie  Senecio doronicum è individuata dai seguenti caratteri specifici:
- il portamento è erbaceo perenne;
- i fusti sono robusti, verdi e grigio-tomentosi;
- le foglie basali sono lanceolate progressivamente ristrette nel picciolo;
- le foglie cauline sono simili a quelle basali, ma più ridotte;
- i capolini sono da 3 a 7 per sinflorescenza (diametro: 3 - 6 cm);
- le brattee esterne sono lunghe come quelle interne;
- i fiori ligulati sono 12 - 22 per capolino e sono colorati di giallo intenso o aranciati;
- gli acheni sono glabri e lunghi 5 - 7 mm.

Il numero cromosomico della specie è 2n = 20 e 40.

### Variabilità
Per questa specie (variabile) sono riconosciute 4 entità intraspecifiche:
- Senecio doronicum subsp. doronicum
- Senecio doronicum subsp. longifolius (Willk.) J.Calvo - Distribuzione: Francia, Spagna e Svizzera
- Senecio doronicum subsp. orientalis  J.Calvo - Distribuzione: Italia
- Senecio doronicum subsp. transylvanicus  (Boiss.) Nyman - Distribuzione: Penisola Balcanica

### Sinonimi
Sono elencati alcuni sinonimi per questa entità:
- Solidago doronicum L., 1753

### Specie simili
Oltre ad essere abbastanza simile ad altre specie dello stesso genere, questa pianta può essere confusa con alcune specie del genere Doronicum: Doronicum grandiflorum e Doronicum clusii. La tabella seguente evidenzia le differenze tra i due generi soprattutto per quanto riguarda le specie in esame:

| Carattere                | Genere Doronicum        | Genere Senecio                                           |
| ------------------------ | ----------------------- | -------------------------------------------------------- |
| Foglie cauline alla base | amplessicaule           | ristrette ma mai amplessicaule                           |
| Brattee dell'involucro   | disposte su più serie   | disposte su una sola serie (più un verticillo alla base) |
| Forma delle brattee      | strettamente lanceolate | lineare                                                  |
| Bordi delle brattee      | arcuati                 | paralleli                                                |
| Larghezza delle brattee  | 2 – 4,5 mm              | 0,7 – 0,9 mm                                             |

La specie Senecio provincialis si distingue dalla specie S. doronicum per le brattee involucrali esterne (sono lunghe metà di quelle interne), per il portamento (la pianta è gracile), per le foglie basali (lamina ovato-arrotondata e troncata verso il picciolo), per il colore dei fiori (poco aranciato) e per le ligule più lunghe (lunghezza: 18 - 26).

## Usi: Farmacia
Secondo la medicina popolare i fiori di questa pianta possono combattere l'asma.